# Мария Анна Ангальт-Дессауская
Мария Анна Ангальт-Дессауская (нем. Maria Anna von Anhalt-Dessau; 14 сентября 1837, Дессау, Германский союз — 12 мая 1906, Фридрихрода, Тюрингия) — немецкая принцесса из династии Асканиев, дочь герцога Леопольда IV Ангальтского и Фридерики Вильгельмины Прусской.

## Биография
Дед и бабушка Марии Анны по отцовской линии — наследный принц Фридрих Ангальт-Дессауский и Амалия Гессен-Гомбургская, а по материнской линии — принц Фридрих Людвиг Карл Прусский (младший брат короля Фридриха Вильгельма III) и Фридерика Мекленбург-Стрелицкая. Также принцесса приходилась младшей сестрой Фридриху Ангальтскому, и Агнессе Ангальт-Дессауской.

### Личность
Мария Анна считалась современниками одной из красивых женщин своего поколения. Она обладала замечательным талантом в музыке и живописи и часто давала советы молодым девушкам, впервые вступавшим в общество. Сама Мария Анна была практически абсолютно глухой, что по словам её подруги Екатерины Радзивилл, «заставляло её показывать чрезвычайную робость и смущение всякий раз, когда она оказывалась в компании». Радзивилл продолжала, что «когда она [Мария Анна] была с только вами, не смущаемая шумом разговоров вокруг неё, она становилась довольно очаровательной и остроумной».

### Брак
29 ноября 1854 года Мария вышла замуж за своего троюродного брата Фридриха Карла Николая, внука короля Фридриха Вильгельма III. У супругов родилось пятеро детей, но их брак оказался несчастливым. После рождения Фридриха Леопольда супруги решили развестись, лишь вмешательство Вильгельма I помогло избежать этого.

### Дети
| Имя                                              | Год рождения | Год смерти | Примечание                                                                             |
| ------------------------------------------------ | ------------ | ---------- | -------------------------------------------------------------------------------------- |
| Мария Прусская                                   | 1855         | 1888       | была дважды замужем: (1) Генрих Нидерландский; (2) принц Альберт Саксен-Альтенбургский |
| Елизавета Анна Прусская                          | 1857         | 1895       | замужем за Фридрихом Августом Ольденбургским                                           |
| Анна Виктория Шарлотта Августа Аделаида Прусская | 1858         | 1858       |                                                                                        |
| Луиза Маргарита Прусская                         | 1860         | 1917       | замужем за Артуром, герцогом Коннаутским                                               |
| Фридрих Леопольд Прусский                        | 1865         | 1931       | был женат на Луизе Софии, принцессе Шлезвиг-Гольштейн-Зондербург-Августенбургской      |

### Дальнейшая жизнь
15 июня 1885 года умер муж Марии Анны Фридрих Карл. После его смерти она покинула Берлин и уехала в Италию, где в основном проживала в Неаполе, Риме и Флоренции. Однако вскоре пошли слухи, что она вступила в морганатический брак с капитаном фон Вагенхеймом. Принцесса Мария Анна Ангальт-Дессауская умерла 12 мая 1906 года во Фридрихроде в Германии.